# Заблоцький Ярослав Володимирович
Забло́цький Яросла́в Володи́мирович (*16 вересня 1959, м. Сокаль) — лікар-стоматолог, доктор медичних наук (2007), професор (2007) кафедри ортопедичної стоматології Львівського медичного університету. З 2010 року президент Асоціації імплантологів України та почесний президент Асоціації приватних стоматологів, ініціатор і керівник проекту «Якість життя для наших батьків». Керівник міжнародної стоматологічної мережі «Клініка Заблоцького» у Львові та Центру Стоматологічної Імплантації у Києві).

## Біографія
1978 — закінчив Львівське медичне училище№ 1.
1979–1984 — працював зубним техніком.
1984 — закінчив стоматологічний факультет Львівського медичного інституту.
1986 — 1987 — клінічний ординатор.
1986 — 1987 — молодший науковий співпрацівник.
1987 — 1994 — асистент.
1994 — 2007 — доцент.
З 2007 року — професор ортопедичної стоматології Львівського медичного університету.
2010 — президент Асоціації імплантологів України.
Посада/науковий ступінь:
1991 — кандидат медичних наук

1995 — доцент

2007 — доктор медичних наук.

## Професійна діяльність
1998 — засновник стоматологічного центру «Клініка Заблоцького» (Львів).
2009 — засновник центру стоматологічної імплантації «Клініка Заблоцького» (Київ).
2010 — засновник стоматологічного центру (Одеса).
2011 — ініціатор заснування стоматологічного центру «Клініка Заблоцького» по франчайзингу (Софія, Болгарія).
2017 — відкриття мережі Dental Care Offices

## Напрями наукових досліджень
Удосконалення зубного протезування, зокрема, лікування незнімними ортопедичними конструкціями з використанням імплантатів; проблеми анестезії щелепно-лицевої ділянки.
Володар 6 патентів на винаходи.

## Громадська діяльність
2010 — засновник Всеукраїнської благодійної акції «Якість життя для наших батьків».

## Публікації

### Наукові праці
Видав близько 100 публікацій, автор першої в Україні монографії зі стоматологічної імплантації. У 2010 році монографія була удостоєна академічної премії АМН України у галузі клінічної медицини. 
У 2006 році першим в Україні захистив дисертацію по стоматологічній імплантації.
Основні праці:
- Підвищення біологічної індеферентності знімних зубних протезів із акрилових пластмас (канд. дис.). Львів, 1991
- Емалево-дентинний порох. Проблеми, пов'язані з ним, та шляхи їх вирішення. Нов Стомат 1995, № 4-5
- Препарування зубів і крайове прилягання штучних коронок при виготовленні незнімних зубних протезів. Практ Мед 1997, № 1-2 (співавт.)
- Спосіб фіксації незнімних адгезивних конструкцій ортопедичних апаратів і пристрій для його здійснення. Пат № 14598 А, 1997 р. (співавт)
- Ускладнення від місцевої анестезії у щелепно-лицевій ділянці (посібник). Львів-Івано-Франківськ, 2000 (співавт.)
- Клінічне обґрунтування лікування незнімними ортопедичними конструкціями із залученням імплантатів (докт. дис.). Львів, 2006
- Імплантація в незнімному протезуванні (монографія). Львів, Галдент, 2006.

### Художні твори
- Як я став Заблоцьким. Пригоди стоматолога в червоному метелику — Львів: Самміт-Книга, 2014.